# Гостеттер (Пенсільванія)
Гостеттер (англ. Hostetter) — переписна місцевість (CDP) в США, в окрузі Вестморленд штату Пенсільванія. Населення — 732 особи (2020).

## Географія
Гостеттер розташований за координатами 40°15′50″ пн. ш. 79°23′52″ зх. д. / 40.26389° пн. ш. 79.39778° зх. д. (40.263951, -79.397781).  За даними Бюро перепису населення США в 2010 році переписна місцевість мала площу 1,88 км², уся площа — суходіл.

## Демографія
Згідно з переписом 2010 року, у переписній місцевості мешкало 740 осіб у 299 домогосподарствах у складі 204 родин. Густота населення становила 393 особи/км².  Було 319 помешкань (170/км²).
Расовий склад населення:
| - 97,2 % — білих - 1,4 % — азіатів - 0,4 % — чорних або афроамериканців |

До двох чи більше рас належало 0,8 %. Частка іспаномовних становила 0,5 % від усіх жителів.
За віковим діапазоном населення розподілялося таким чином: 19,9 % — особи молодші 18 років, 63,7 % — особи у віці 18—64 років, 16,4 % — особи у віці 65 років та старші. Медіана віку мешканця становила 42,4 року. На 100 осіб жіночої статі у переписній місцевості припадало 97,9 чоловіків;  на 100 жінок у віці від 18 років та старших — 99,0 чоловіків також старших 18 років.
Середній дохід на одне домашнє господарство  становив 47 070 доларів США (медіана — 47 813), а середній дохід на одну сім'ю — 59 327 доларів (медіана — 52 092). Медіана доходів становила 45 375 доларів для чоловіків та 30 577 доларів для жінок. За межею бідності перебувало 7,4 % осіб, у тому числі 0,0 % дітей у віці до 18 років та 0,0 % осіб у віці 65 років та старших.
Цивільне працевлаштоване населення становило 280 осіб. Основні галузі зайнятості: освіта, охорона здоров'я та соціальна допомога — 36,1 %, виробництво — 25,0 %, мистецтво, розваги та відпочинок — 12,1 %, транспорт — 8,2 %.